# Houdan
Houdan este o comună franceză din departamentul Yvelines și din regiunea Île-de-France.

## Geografie

Localizarea Houdan în Yvelines.

### Localizare
Comuna Houdan se află în vestul departamentului Yvelines, la limita cu departamentul Eure-et-Loir. Este situată la 27 de kilometri sud de Mantes-la-Jolie, reședința arondismentului, și la 43 de kilometri vest de Versailles, reședința departamentului.
Comunele limitrofe sunt Gressey la nord, Maulette și Richebourg la nord-est, Maulette la est și la sud, Goussainville la vest și Saint-Lubin-de-la-Haye la nord-vest (ultimele două comune aparținând departamentului Eure-et-Loir).

### Hidrografie
Comuna este irigată de Vesgre, un mic râu cu o lungime de 45 de kilometri, afluent al râului Eure, care își are izvorul în masivul Rambouillet și traversează comuna în direcția sud-est - nord-vest. Mai multe pârâuri afluente se alătură râului Vesgre în imediata apropiere a localității Houdan, printre care Opton, cu o lungime de 16 km, venind din sud, și Sausseron, cu o lungime de 4 km, venind din nord. Un alt pârâu, Andusse, cu o lungime de 6,5 km, venind din sud-vest, confluează cu Opton la Thionville-sur-Opton, la sud de Houdan, în comuna limitrofă Maulette.
În plus, apeductul Avre, care contribuie la alimentarea cu apă potabilă a orașului Paris, traversează partea de nord a comunei. Acesta traversează valea Vesgre printr-un pod-sifon, cu o lungime de 2.150 de metri, având o diferență de nivel de 31 de metri între fundul văii (altitudine: 93 m) și dealurile înconjurătoare (126 m).

### Relief și geologie
Houdan aparține regiunii Drouais. Teritoriul său este destul de plat, situat în inima câmpiei din ținutul Houdan (între Bréval și Houdan). Acest peisaj în general plat, întâlnit tot mai des în vestul Yvelines, amintește de apropierea comunei de Eure-et-Loir și de Beauce (la 19 kilometri de Dreux). Solul este foarte bogat și foarte propice pentru agricultură.

### Clima
În 2010, clima din comună era de tip oceanic al câmpiilor din Centru și de Nord, conform unui studiu a CNRS care se baza pe o serie de date care acoperă perioada 1971-2000. În 2020, Météo-France a publicat o tipologie a climei din Franța metropolitană în care comuna este expusă la un climat oceanic și se încadrează în regiunea climatică sud-vestică a bazinului parizian, caracterizată prin precipitații scăzute, în special în primăvară (120 până la 150 mm) și un iarnă rece (3,5 °C).
Pentru perioada 1971-2000, temperatura medie anuală este de 10,7 °C, cu o amplitudine termică anuală de 14,1 °C. Cantitatea medie anuală de precipitații este de 649 mm, cu 10,4 zile de precipitații în ianuarie și 7,8 zile în iulie. Pentru perioada 1991-2020, temperatura medie anuală observată la stația meteorologică situată în comuna Bû la 8 km distanță în linie dreaptă, este de 11,4 °C, iar cantitatea medie anuală de precipitații este de 633,2 mm. Pentru viitor, parametrii climatici estimati pentru comună pentru anul 2050, conform diferitelor scenarii de emisii de gaze cu efect de seră, pot fi consultati pe un site dedicat publicat de Météo-France în noiembrie 2022.

### Ocuparea teritoriului
Teritoriul comunei se compunea în 2017 din 80.16% spații agricole, forestiere și naturale, 4.5% spații deschise artificial și 15.34% spații construite.
Spațiul agricol, care se întinde în principal în jumătatea nordică a teritoriului comunei, este aproape în totalitate (97%) dedicat agriculturii. Părțile împădurite reprezintă doar 1,4% din acest spațiu (adică 1,1% din suprafața totală a comunei).

### Transport si comunicatii

#### Rețeaua de drumuri
Comuna este deservită de drumul național 12.

#### Serviciul feroviar

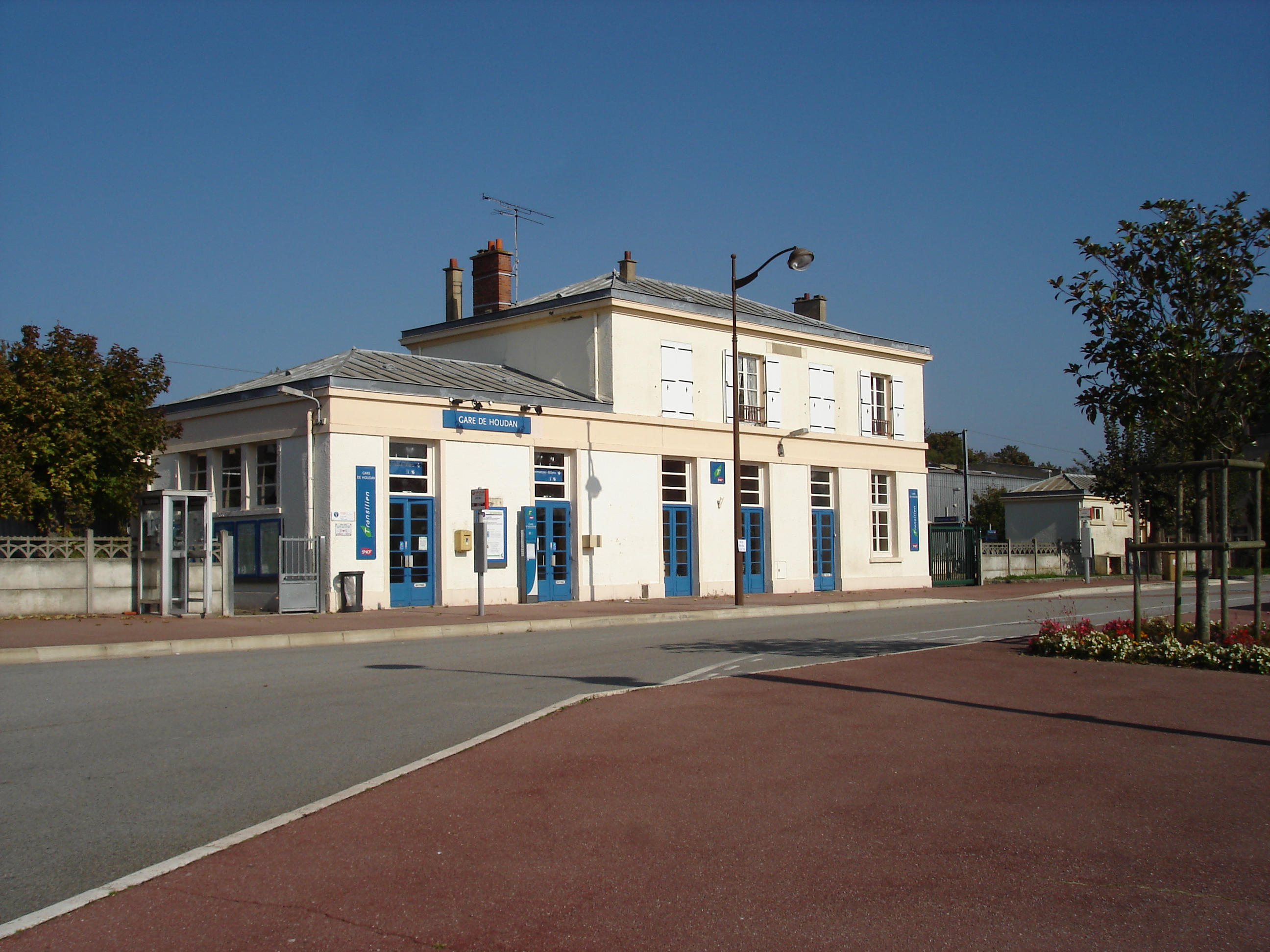
Gara Houdan.

Linia de cale ferată Paris Montparnasse - Granville traversează teritoriul comunei. Comuna dispune de o gară pe această linie.

#### Transport în comun
Comuna este deservită de liniile de autobuz 9, Express 60, 65 și Express 67 din rețeaua de autobuze Centre și Sud Yvelines.

#### Traseu de drumeții
Un traseu de mare drumeție, GR 22 (ruta Île-de-France - Mont Saint-Michel), urmează parțial limita nordică a comunei. O derivare marcată permite accesul către acesta din Gara Houdan. Această stație se află, de asemenea, pe traseul de mare drumeție al Yvelines.

## Urbanism

### Tipologie
Houdan este o comună rurală, deoarece face parte din comunele puțin sau foarte puțin dense, conform grilei comunale de densitate a INSEE (Institutul Național de Statistică și Studii Economice). Ea aparține unității urbane Houdan, o aglomerație intra-departamentală care cuprinde 2 comune și 4.612 locuitori în anul 2017, din care Houdan este centrul urban.
De asemenea, comuna face parte din zona metropolitană a Parisului, fiind o comună din coroana metropolitană. Această zonă cuprinde 1.929 de comune.

## Toponimie
Numele localității este atestat sub formele Hosdenc în anii 1105, 1173, 1198, 1199, 1216 și 1222, Hosdench, Houdenc în secolul al XIII-lea în 1120, Houdan începând cu anul 1871.
Numele Houdan este probabil un toponim de origine francică, corespunzând compusului germanic *husidun, care înseamnă „casă pe înălțime”, evoluând și în Franța și în Belgia sub forme precum Houdain, Hodent, Hodenc-l'Évêque, Hodeng-Hodenger, etc.

## Istorie

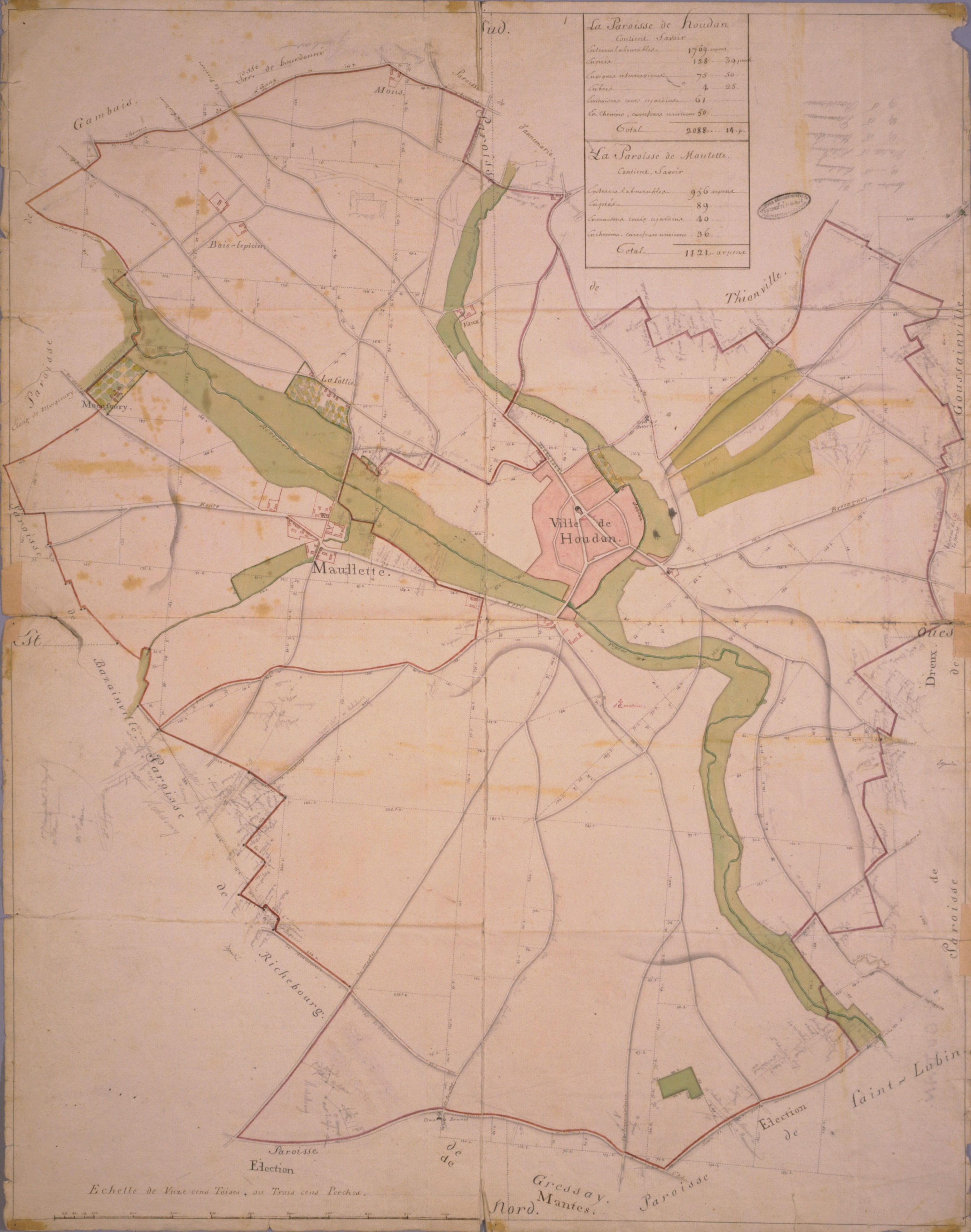
Plan de administrare pentru parohiile Houdan și Maulette în 1778 (sud este în partea de sus a hărții).

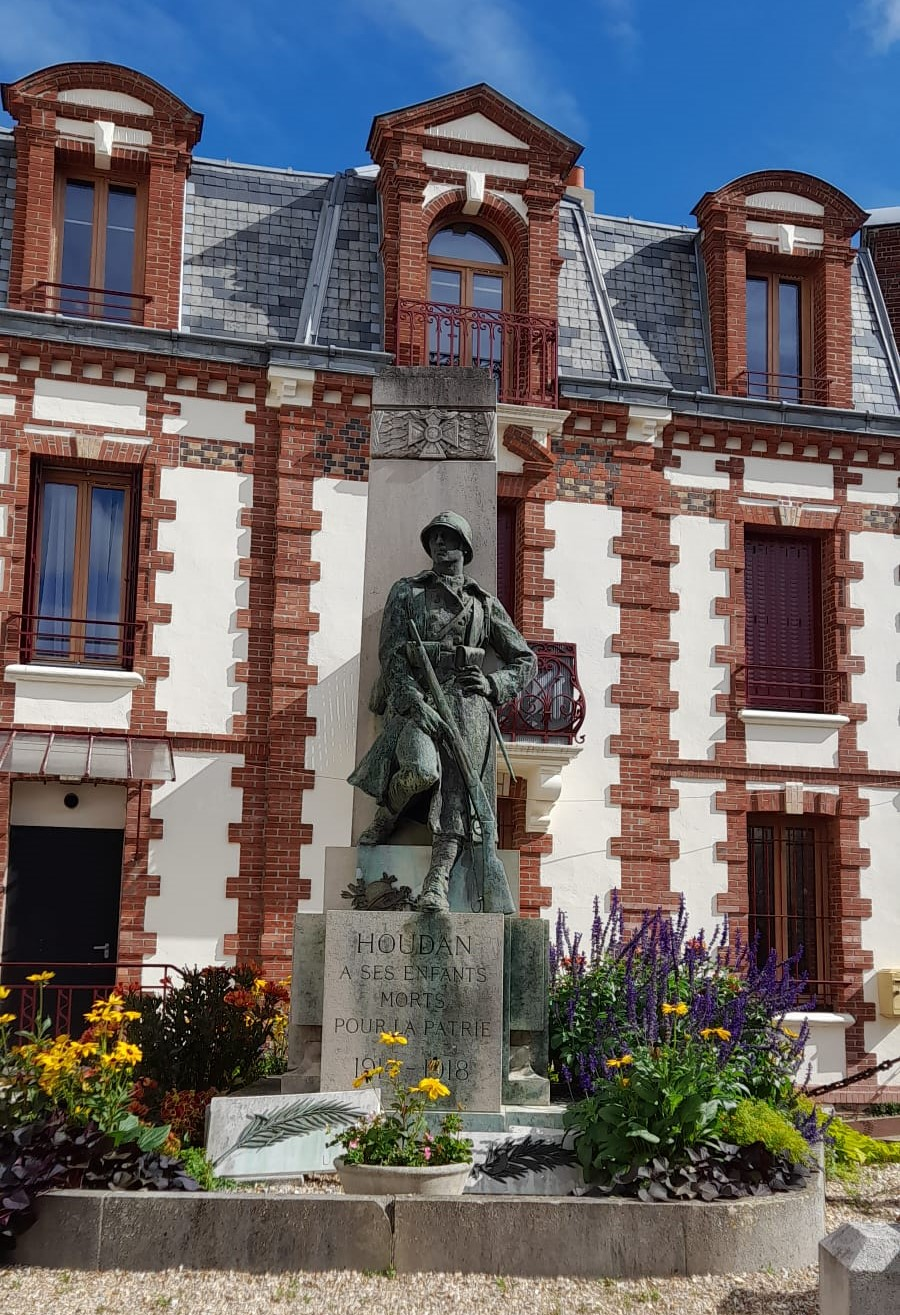
Omagiu Soldatului Necunoscut din Houdan

Comitat sub Vechiul Regim, Houdan a aparținut familiei seniorilor de Montfort încă din secolul al X-lea.
- a trecut la Clermont-Nesle (mareșalul Raoul II de Clermont-Nesle era fiul Adelei de Montfort-l'Amaury); a urmat succesiunea la Flandre-Dampierre; la Luxembourg-Ligny: Jean I; la Joinville-Vaudémont: Henri V, tatăl Margaretei care a cedat Houdan lui Ioan al IV-lea al Bretaniei,
- apoi a fost atașată ducatului de Bretania prin căsătorie (Jean de Montfort era fiul Yolandei de Dreux, contesă de Montfort, iar fiul său, ducele Ioan al IV-lea, a dobândit Houdan, așa cum s-a menționat mai sus).
- Orașul a fost ulterior disputat de englezi și a intrat în domeniul regal[n 5] în urma căsătoriei dintre Ludovic al XII-lea și Anne de Bretania (descendentă a ducelui Ioan al IV-lea).
- A fost cedată de Ludovic al XIV-lea familiei de Luynes (Charles-Honoré, bunicul lui Charles-Philippe; de asemenea, conți sau duci de Montfort-l'Amaury, descindeau din Bretania-Montfort prin strămoașa lor Marie de Rohan) în schimbul unor terenuri din apropierea parcului de la Versailles (1692) și a rămas în proprietatea familiei de Luynes până la Revoluție.

În 1065, contele Amaury al II-lea de Montfort a creat târgul Saint-Matthieu în beneficiul călugărilor de la abația Coulombs.

## Administrație

### Organe administrative și judiciare
Comuna Houdan este reședința cantonului Houdan și este atașată comunității de comune din ținutul Houdan.
Din punct de vedere electoral, comuna este atașată celei de-a noua circumscripții a departamentului Yvelines, o circumscripție cu predominanță rurală situată în nord-vestul departamentului Yvelines.
Pe plan judiciar, Houdan face parte din jurisdicția instanței din Mantes-la-Jolie și, ca toate comunele din Yvelines, se supune tribunalului judiciar și tribunalului comercial din Versailles.

### Intercomunalitate
Pe lângă comunitatea de comune din ținutul Houdan, comuna Houdan participă la mai multe sindicate intercomunale, fără fiscalitate proprie, al căror perimetru variază în funcție de obiectul lor: energie, canalizare, deșeuri menajere, transport școlar. Acestea sunt următoarele:
- sindicatul intercomunal de canalizare Houdan - Maulette,
- sindicatul intercomunal de evacuare și eliminare a deșeurilor din regiunea Montfort-l'Amaury și Houdan (SIEED),
- sindicatul intercomunal de transport și echipament din regiunea Rambouillet (SITERR),
- sindicatul intercomunal de electricitate din regiunea Orgerus (SIERO).

### Înfrățiri
- Regatul Unit – Pangbourne
- Germania – Friedland
- Senegal – Baïla

### Date demografice

#### Evoluția demografică
Evoluția numărului de locuitori este cunoscută prin recensămintele populației efectuate în comună începând din 1793. Pentru comunele cu mai puțin de 10 000 de locuitori, un recensământ al întregii populații este realizat la fiecare cinci ani, populațiile legale pentru anii intermediari fiind estimate prin interpolare sau extrapolare. Pentru comună, primul recensământ exhaustiv în cadrul noului dispozitiv a fost realizat în 2004.
În 2021, comuna număra 3699 locuitori, în creștere cu 4,64% față de 2015 (Yvelines: +2,04%, Franța fără Mayotte: +1,84%).
| An        | 1793 | 1821 | 1841 | 1856 | 1872 | 1886 | 1901 | 1921 | 1936 | 1962 | 1982 | 2006 | 2014 | 2021 |
| --------- | ---- | ---- | ---- | ---- | ---- | ---- | ---- | ---- | ---- | ---- | ---- | ---- | ---- | ---- |
| Populație | 2000 | 1856 | 2003 | 2039 | 2027 | 2063 | 2085 | 2056 | 1937 | 2325 | 2973 | 3105 | 3464 | 3699 |

#### Piramida vârstei
În 2018, rata persoanelor sub 30 de ani a fost de 33,8%, sub media departamentală (38%). Dimpotrivă, rata persoanelor în vârstă de peste 60 de ani a fost de 27,8% în același an, în timp ce a fost de 21,7% la nivel departamental.
În 2018, comuna avea 1.601 bărbați și 2.054 femei, ceea ce înseamnă un procent de 56,20% femei, mult peste procentul departamental (51,32%).

### Sport
În Houdan există un număr mare de cluburi sportive, printre care: Union Sportive Houdanaise de Handball (USH), Gym Club Houdanais (GCH), Alliance Judo du pays houdanais, clubul Houdan Karaté Do (HKD), Entente cycliste du Houdanais, Football Club de la Région Houdanaise (FCRH) etc.
Orașul a găzduit, de asemenea, pe 6 martie 2011, startul și sosirea primei etape a cursei de ciclism Paris-Nisa 2011.

## Economie
- Creșterea ovinelor era foarte dezvoltată în secolul al XIX-lea.
- Târgul Saint-Matthieu există din anul 1065, la inițiativa contelui Amaury II de Montfort, care l-a ales pe Matthieu ca patron. Acest târg nu s-a întrerupt decât în timpul celui de-al Doilea Război Mondial. Târgul a fost fondat în beneficiul călugărilor de la Abația Coulombs, care primeau taxele de piață în schimbul întreținerii capelei Saint Jean-Baptiste din Houdan[35].
- Renumele orașului se datorează creșterii găinii de Houdan.

Această găină este recunoscută prin penajul său negru cu pete albe, printr-o creastă mare și prin cele cinci degete de la fiecare picior. Creșterea acestor găini a cunoscut apogeul înainte de 1914, dar găinile celebre au dispărut aproape complet după al Doilea Război Mondial.
Un club care protejează această rasă și rasa Faverolles, numit „Houdan Faverolles Club de France”, a fost reînființat în 1979 de Daniel Cordier. Aceste rase, acum salvate, beneficiază de Label rouge.
În 1978, Daniel Cordier a reintrodus la târgul Saint-Mathieu un concurs național de avicultură. El a recreat un campionat al Franței pentru această rasă, precum și pentru rasa Faverolles.
- Fabrica de boldoflorină, o tinctură destinată tratamentului hepatic, era situată la Houdan. În afară de această tinctură, distileria producea și "Guignolet houdanais" și cidru. Clădirea, nefolosită din sfârșitul secolului al XX-lea și distrusă într-un incendiu în martie 2004, a fost ulterior transformată în locuințe private.
- Houdan este un mic oraș în care majoritatea locuitorilor lucrează în afara sa (în principal la Plaisir, Versailles, Paris...) și care devine animat în special în weekend.

## Cultura și patrimoniul local

### Locuri si monumente

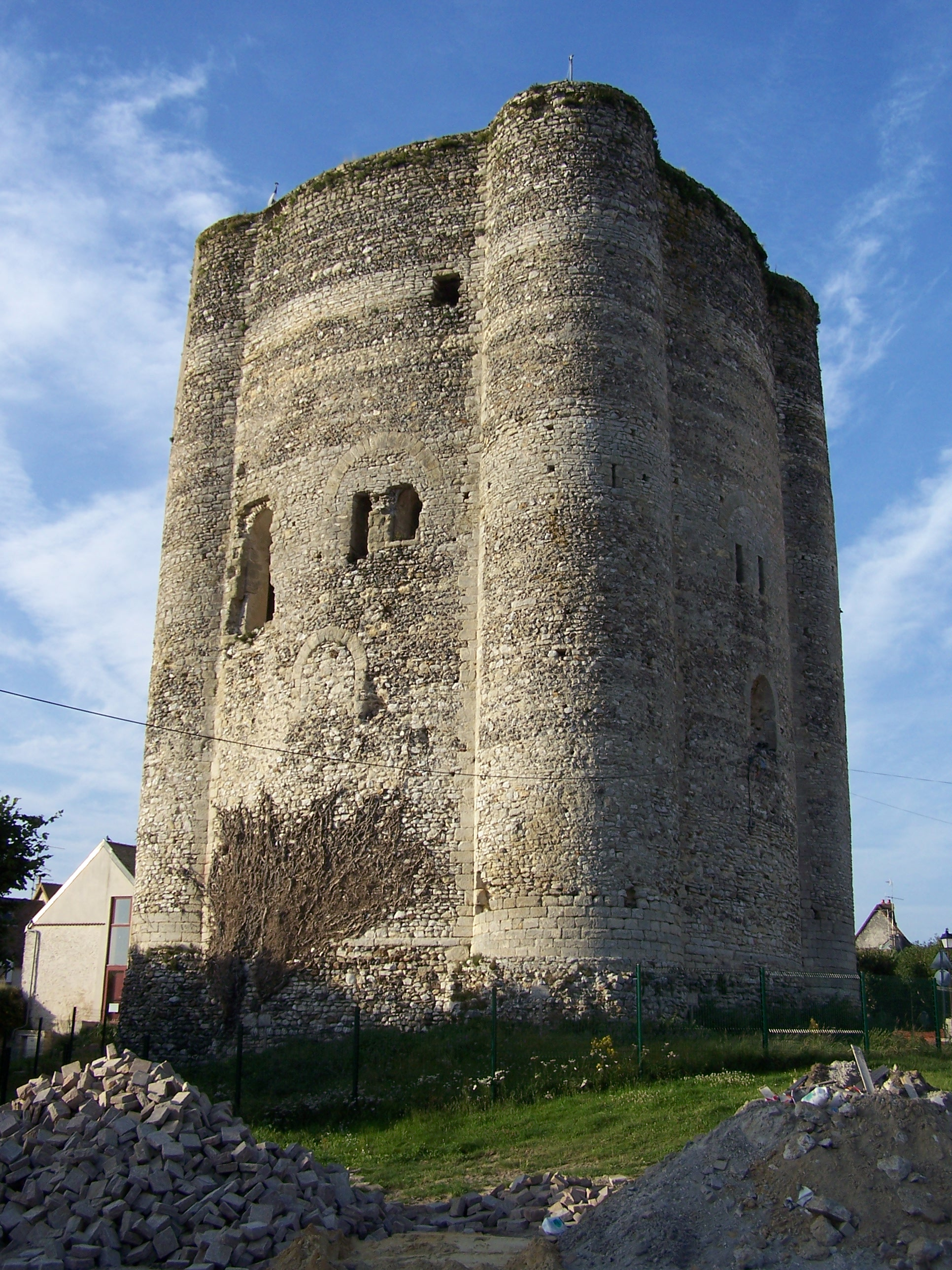
Donjonul.

- Biserica Saint-Jacques și Saint-Christophe: construită în stil gotic în secolele al XV-lea și al XVI-lea; corul este în stil renascentist. Monument istoric clasificat MH (1840).
- Donjonul: rămășițe ale vechilor fortificații, a fost construit la începutul secolului al XIII-lea de către Amaury III de Montfort; este un turn masiv, izolat la vest de localitate, având 25 de metri în înălțime și 16 metri în diametru, flancat de patru turnuri de 4,8 metri în diametru. A fost complet restaurat într-un muzeu. Monument istoric clasificat MH (1889). Este singura rămășiță a unui mic castel și se afla inițial în interiorul unei curți poligonale cu un diametru de 42 de metri, înconjurată de un zid. Diverse clădiri, inclusiv o locuință, se înălțau în curte[50].
- Hôtel du Lys, edificiu istoric cu structură de lemn, construit la sfârșitul secolului al XV-lea.
- La Houdan au fost filmate mai multe scene din filmul polițist "Comptes à rebours" în 1971.

### Personalități
- Pierre Dumayet (1923-2011), jurnalist și producător de televiziune.
- Alain Barrière (1935-2019), autor-compozitor și interpret francez.
- Laurent Ruquier (1963-), prezentator de televiziune și radio, producător de televiziune și teatru.
- Florence Berthout (1962-), politiciană

### Heraldică
|  | Houdan - Stema orașului Houdan se descrie astfel: împărțită, în prima jumătate trei flori de crin de aur, iar în a doua jumătate, de argint, trei pete de hermină de culoare neagră. Ele amintesc de dubla apartenență istorică a orașului Houdan la regatul Franței și la Ducatul de Bretania. |